# Monastyr Opieki Matki Bożej w Łymanie
Monaster Opieki Matki Bożej – żeński klasztor prawosławny w Łymanie, w eparchii gorłowskiej Ukraińskiego Kościoła Prawosławnego Patriarchatu Moskiewskiego.
Przełożoną monasteru jest ihumenia Jona (Fiodorowa), natomiast kapelanem – biskup dobropolski Spirydon (Hołowastow), wikariusz eparchii gorłowskiej.

## Historia
W czerwcu 2016 r. w Łymanie utworzono żeński skit Opieki Matki Bożej, podlegający monasterowi św. Sergiusza w Serhijiwce. Postanowieniem Świętego Synodu, 21 grudnia 2017 r. skit został przekształcony w monaster.
4 listopada 2021 r. na terenie monasteru (przy cerkwi Fiodorowskiej Ikony Matki Bożej) pochowany został pierwszy ordynariusz, późniejszy wikariusz eparchii gorłowskiej, arcybiskup krasnołymański Alipiusz (Pohrebniak).
W 2021 r. w klasztorze przebywało 48 sióstr.

## Cerkwie
Na terenie monasteru znajdują się 3 cerkwie:
- cerkiew Opieki Matki Bożej (święto – 1/14 października);
- cerkiew Fiodorowskiej Ikony Matki Bożej (święta – 14/27 marca i 16/29 sierpnia);
- cerkiew Świętych Cierpiętników Carskich (święto – 4/17 lipca).